# Zweite Ramu-Expedition
Die Zweite Ramu-Expedition von 1898 war eine von der Neuguinea-Kompagnie unterstützte, nach Deutsch-Neuguinea entsandte, deutsche wissenschaftliche Expedition. Ernst Tappenbeck, der Leiter der Expedition, erhielt den Auftrag zu erkunden, ob der Ottilienfluss, auf dessen Mündung Vizeadmiral Georg von Schleinitz 1886 bei der Rückkehr von einer Expedition zum Sepik gestoßen war, mit dem von Karl Lauterbach 1896 auf seiner Ersten Ramu-Expedition gefundenen Fluss Ramu identisch sei.

## Vorbereitung
Der Vorsitzende des Verwaltungsrates der Neuguinea-Kompagnie Adolph von Hansemann, ließ Tappenbeck freie Hand bei der Auswahl des Teams und der Ausrüstung. Tappenbeck warb zwei australische Goldprospektoren, Hans Klink aus Sydney und Robert Philipp aus Cooktown an. Weitere Teilnehmer waren Hans Blum und Hans Rodatz. Zwei chinesische Köche, sechs Händler aus Java und 36 einheimische Träger vervollständigten die Mannschaft. Das Expeditionsschiff Herzogin Elisabeth war mit einem chinesischen Maschinisten, einem Heizer und einem Steuermann aus Singapur  sowie zehn melanesischen Seeleuten bemannt. Es handelte sich um einen Raddampfer mit sehr geringem Tiefgang, den Tappenbeck speziell für den flachen Oberlaufs des Ramu und seine Nebenflüsse in Deutschland konstruieren lassen hatte.
Die Johann Albrecht, ein Schiff der Neuguinea-Kompagnie unter dem Befehl von Kapitän Sanders, beförderte die Ausrüstung sowie den zerlegten Raddampfer und vorgefertigte Häuser von Deutschland nach Friedrich-Wilhelmshafen. Dort ließ Tappenbeck die Herzogin Elisabeth zusammenbauen und wies die Expeditionsmannschaft in ihre Aufgaben ein. 

## Durchführung
Am 3. April 1898 verließen die Expeditionsteilnehmer mit beiden Schiffen Friedrich-Wilhelmshafen. Am 7. April erreichten sie die Elisabeth-Bucht und am 12. April Prinz-Adalberthafen.
Während der Flussraddampfer in der Bucht Prinz-Adalberthafen, 70 km nordwestlich von Friedrich-Wilhelmshafen, Schutz vor dem rauen Wetter in der Bismarck-See suchen musste, setzte Kapitän Sanders die überlebenden Ziegen, Schweine und Hühner, die der Expedition als Proviant dienen sollten, an der Mündung des Ottilienflusses an Land, und fuhr mit der Johann Albrecht, 300 km den Fluss aufwärts. Er kam bis zu der Stelle, die Lauterbach 1896 auf seinem Weg flussabwärts erreicht hatte und konnte so die Identität des Ramu mit dem Ottilienfluss nachweisen, die Lauterbach bereits vermutet hatte. Da das Schiff wegen des niedrigen Wasserstandes den Fluss nicht weiter hinauf fahren konnte, entluden die Forschungsreisenden ihre Vorräte und Ausrüstungen am auf einer Sandbank. Die Johann Albrecht kehrte nach Adalberthafen zurück, um die Herzogin Elisabeth zum Einsatzort zu begleiten.
Im August konnten Tappenbeck, Philipp und der Pflanzer Ernst Schirmer mit einigen neu angeworbenen Arbeitern, jedoch ohne den Raddampfer, die Mündung des Ramu erreichen. Tappenbeck wartete weiter auf ruhiges Wetter, dass der Herzogin Elisabeth die Fahrt zum Ramu ermöglichen würde, errichtete in der Zwischenzeit die Expeditionsstation Ramumünde und fertigte Hauswände und Dächer für die geplante Station am Mittellauf des Ramu vor. Nach einigen Reisetagen den Ramu hinauf, ließ Tappenbeck seine Mitreisenden in dem gut ausgerüsteten Lager zurück, da der Wasserstand sank. Er kehrt viereinhalb Monate später mit der Herzogin Elisabeth zurück, worauf das Expeditionsteam den Ramu 310 Kilometer flussaufwärts befahren konnte. Per Kanu konnte man sogar noch weiter vorstoßen. Im August und September verhinderten starke Monsunregenfälle weitere Erkundungen. Tappenbeck beendete seine Reise.
Am 18. April 1898 hatte sich die Teilnehmer der Expedition getrennt. Klink und Rodatz, letzterer als Stationsleiter, waren am Fuß des Hagengebirges geblieben. Die beiden Prospektoren rodeten etwa 5000 m² Regenwald und ließen Häuser für sich und Hütten für die Arbeiter bauen. Es entstand die erste Inlandstation der Neuguinea-Kompagnie. Sie tauschten mit den Ortsansässigen Spiegel und Perlen gegen Taro, Yams, Kokosnüsse und Zuckerrohr. Rodatz sammelte Insekten, Pflanzen und Kunstgegenstände. Er machte täglich Aufzeichnungen über Lufttemperatur, Taupunkt und Niederschläge und maß die Wasserstände des Ramu. Klink untersuchte Felsformationen und suchte im Flussbett nach Gold. Zwischen 5° 33' und 5° 45' Grad südlicher Breite konnte er Goldvorkommen in allerdings geringen Mengen nachweisen. Ende 1898 war am Fluss die Ramu Zwischenstation eingerichtet, der Ramu und seine Nebenflüsse kartiert und eine große botanische Sammlung zusammengetragen.

## Nachwirkungen
Nach seiner Rückkehr nach Deutschland äußerte sich Ernst Tappenbeck in offiziellen Berichten kritisch über die umfassende Kontrolle, die die Beamten der Neuguinea-Kompagnie über die Entdeckungsreisenden ausübten. Adolph von Hansemann leitete die Berichte nicht, wie vorgesehen, an das Auswärtige Amt weiter und entließ Tappenbeck aus dem Dienst der 
Kompagnie.
1899 berichtete Karl Lauterbach vor der Gesellschaft für Erdkunde in Berlin über die zweite Ramu-Expedition. Die Sammlung von Hans Rodatz ist heute Teil der Ozeaniensammlung des Rautenstrauch-Joest-Museums in Köln.